# Verbena barbata
Verbena barbata là một loài thực vật có hoa trong họ Cỏ roi ngựa. Loài này được Graham miêu tả khoa học đầu tiên năm 1827.